# Cal Quic (Granyena de Segarra)
Cal Quic és una casa de Granyena de Segarra (Segarra) inclosa a l'Inventari del Patrimoni Arquitectònic de Catalunya.

## Descripció
És una casa senyorial situada dins del nucli urbà de la vila, de planta quadrada i teulada a doble vessant. Les seves façanes se'ns presenten paredades, però amb presència d'arrebossat en alguns sectors de la façana principal. Aquesta façana se'ns presenta aïllada de qualsevol habitatge i distribuïda a partir de quatre nivells; planta baixa, primer pis, segon pis i golfes. La façana principal ha estat reformada amb el temps, i l'única l'evidència d'un origen primitiu el trobem una espitllera situada a la dreta de la porta d'accés. Aquesta porta és d'estructura allindada i amb les frontisses bisellades; i al mig del seu dintell, hi ha amb relleu l'any "1831"; també té una petita finestra allargassada, protegida amb una reixa, al costat esquerre d'aquesta.
El primer pis hi ha tres balcons, però un d'ells, el que dona sobre la porta d'accés, presenta una decoració amb relleu d'una sanefa geomètrica sota la seva llosana, i que combina una sèrie de tres rodones i quatre rombes. El segon pis, presenta triple balconada i el pis superior o golfes, un òcul ambdós costats d'un balcó central. Totes les obertures d'aquesta façana principal estan situades de forma regular, i tan sols les obertures dels balcons centrals, situats sobre l'eix de la porta d'accés a la casa, presenten un arc rebaixat a la seva part superior, menys el balcó de les golfes, que presenta una estructura allindanada.